# Мулино, Хосе Рауль
Хосе Рауль Мулино Кинтеро (исп. José Raúl Mulino Quintero; род. 13 июня 1959, Давид) — панамский государственный и политический деятель. С 2024 года является президентом Панамы. Баллотировался на должность президента на панамских всеобщих выборах 2024 года, которые выиграл с 34 % голосов как кандидат от «Реализации целей» и сменил на этой должности президента Лаурентино Кортисо.
С 2009 по 2010 год занимал должность министра правительства и юстиции, а с 2010 по 2014 год — министра общественной безопасности, обе должности в правительстве президента Рикардо Мартинелли. Также занимал пост заместителя министра (1990—1993) и министра иностранных дел (1993—1994) в правительстве президента Гильермо Эндары. С 1994 по 1995 год был членом Национального совета по иностранным делам и заместителем магистрата Гражданской палаты Верховного суда.
Являлся кандидатом Рикардо Мартинелли на должность вице-президента на выборах 2024 года. После того, как Рикардо Мартинелли был отстранён от участия в выборах из-за коррупционных скандалов, он поддержал кандидатуру Хосе Мулино на должность президента.

## Ранний период жизни и юридическая карьера
Родился 13 июня 1959 года в Давиде, Чирики. Сын политика и губернатора провинции Чирики Хосе Мулино Ровиры и предпринимательницы Нелли Кинтеро де Мулино. Его брат — дипломат Хосе Хавьер Мулино.
Окончил начальное и среднее образование в школе Сан-Висенте-де-Поль в Давиде. Затем окончил университет со степенью бакалавра наук и литературы. Позже изучал право и политологию в Католическом университете Санта-Мария-ла-Антигуа, который окончил в 1982 году. В следующем году получил степень магистра морского права в Тулейнском университете.
Получив высшее юридическое образование, посвятил себя частной профессиональной практике в области морского права и в 1988 году стал одним из основателей юридической фирмы Fábrega, Molino y Mulino. В это же время начал активную деятельность против военной диктатуры Мануэля Норьеги в качестве представителя различных торговых ассоциаций.

## Политическая карьера
В 1990 году был назначен заместителем министра иностранных дел во время правления президента Гильермо Эндары после восстановления демократии. После смерти министра иностранных дел Хулио Линареса стал его преемником и оставался на этом посту до конца 1994 года. За время пребывания на должности министра посетил различные государства и международные организации, а также был главой переговорной делегации Республики Панама перед правительствами Соединённых Штатов Америки и Великобритании для переговоров и подписания договоров о взаимной правовой помощи по уголовным делам и преступлениям, связанным с незаконным оборотом наркотиков. С 1994 по 1995 год был членом Национального совета по международным отношениям и заместителем магистрата Гражданской палаты Верховного суда.
В правительстве Рикардо Мартинелли был назначен министром правительства и юстиции в 2009 году, где прослужил до 2010 года, когда подал в отставку. После этого был назначен министром общественной безопасности в 2010 году, кем работал до конца 2014 года. Получал важные задания, став одним из самых доверенных людей президента Рикардо Мартинелли. Будучи министром, усилил контроль за безопасностью на улицах, путём применения полицейских контрольно-пропускных пунктов, что, по его словам, было успехом, поскольку полиции удалось арестовать пятнадцать тысяч преступников, пытавшихся покинуть Панаму, хотя некоторые юристы выразили обеспокоенность по поводу этого решения.
9 марта 2012 года объявил о своей отставке с поста министра правительства и юстиции после споров с директором Национальной полиции Панамы Густаво Пересом по поводу принятия нового устава для органов безопасности государства. Однако 14 марта отозвал прошение об отставке после увольнения Густаво Переса с должности полицейского президентом Рикардо Мартинелли. В июле 2013 года был одним из тех, кто отвечал за урегулирование кризиса с участием северокорейского судна Chong Chon Gang, на котором Куба перевозила военные материалы, спрятанные в 250 000 мешках коричневого сахара, но которое было задержано в панамских водах. Члены экипажа из Северной Кореи были задержаны, а затем освобождены и депортированы, в дополнение к получению штрафа от Управления Панамского канала и конфискации военных материалов.
В 2015 году был заключен в тюрьму за предполагаемое совершение преступлений против государственного управления, но в конечном итоге уголовное дело в 2016 году было закрыто из-за процессуальных ошибок.
Участвовал в партийной политике и был основателем «Партии солидарности», занимая сначала должность вице-президента, а затем президента. Позже занимал пост второго вице-президента «Патриотического союза». В 2011 году присоединился к партии Рикардо Мартинелли «Демократические перемены», а в 2019 году покинул её. Три года спустя присоединился к недавно созданной партии «Реализация целей».

### Президентские и вице-президентские выборы
28 мая 2018 года баллотировался в качестве кандидата в президенты от партии «Демократические перемены» с целью вернуть контроль над партией бывшему лидеру Рикардо Мартинелли, у которого были трения с Ромуло Ру, новым президентом «Демократических перемен». Однако проиграл на праймериз Ромуло Ру, с которым он затем, после нескольких месяцев, объединился, чтобы поддержать его кандидатуру на всеобщих выборах 2019 года. Утверждал, что его альянс стремился вернуть экономический рост, процветание и рабочие места, которых «Демократические перемены» добилась во время правительства Рикардо Мартинелли, которого он также поддержал по возвращении в страну, однако Ромуло Ру занял второе место, проиграв Лаурентино Кортисо.
Был кандидатом в вице-президенты Рикардо Мартинелли на всеобщих выборах 2024 года. Однако Рикардо Мартинелли был отстранён от участия в выборах после того, как его приговорили к почти одиннадцати годам тюремного заключения за отмывание денег. В результате Рикардо Мартинелли, который лидировал во всех опросах накануне выборов, поддержал Хосе Рауля Мулино, и «Реализация целей» выдвинула его кандидатуру. Затем 26 % опрошенных заявили, что проголосуют за Хосе Рауля Мулино на выборах, что на 16 пунктов больше, чем у его непосредственных конкурентов, согласно опросу компании Mercado Planificado, опубликованному газетой La Prensa. После отстранения Рикардо Мартинелли избирательная комиссия постановила, что в бюллетене «Реализация целей» Хосе Рауль Мулино должен быть указан как «кандидат в президенты без вице-президента».
Победил на выборах, набрав 34,2 % голосов. Одержал победу над семью другими кандидатами, среди которых его ближайшим соперником был Рикардо Ломбана из «Движение другой путь», набравший около 24,6 %. Явка на выборах составила 77 %, что стало самой высокой явкой с момента окончания военного правления и восстановления демократического правительства в 1989 году.

## Президентство
1 июля 2024 года был приведён к присяге в качестве президента. В своей инаугурационной речи пообещал положить конец нелегальной миграции через Дарьенский пробел. Также раскритиковал уходящего президента Лаурентино Кортисо за отстающую экономику Панамы и высокий государственный долг.
Назвал «Панамские документы», в которых задокументировано отмывание денег, коррупция и уклонение от уплаты налогов, «международным обманом, призванным подорвать имидж и конкурентоспособность страны». Приветствовал решение панамского суда, который оправдал 26 обвиняемых в коррупции, связанных с «Панамскими документами».